# Vézins-de-Lévézou
 Vézins-de-Lévézou  (en occitano Vesinh) es una población y comuna francesa, situada en la región de Mediodía-Pirineos, departamento de Aveyron, en el distrito de Millau y cantón de Vézins-de-Lévézou.

## Demografía
| 1045 | 1004 | 879 | 809 | 699 | 634 |
| Para los censos de 1962 a 1999 la población legal corresponde a la población sin duplicidades (Fuente: INSEE [Consultar]) |      |     |     |     |     |